# Pietro Trimarchi
(Pietro Trimarchi, 1961)
Pietro Trimarchi (Napoli, 1934) è un giurista italiano, specializzato nel diritto privato.
Pietro Trimarchi pubblica il suo primo saggio giuridico nel 1955, all'età di 21 anni, per laurearsi l'anno dopo. Fra il 1958 e il 1960 studia in Germania presso il Max Plank Institut di Amburgo. Nel 1959 pubblica tre articoli nei quali considera come diseconomie esterne i danni causati a terzi da attività organizzate, per teorizzare l'idea di allocare tali rischi secondo criteri di efficienza economica, così da indurre i potenziali danneggianti ad adottare le precauzioni ottimali per prevenire il danno. Questi contributi, poi trasfusi dall'autore nel 1961 nella monografia "Rischio e responsabilità oggettiva", hanno introdotto nella dottrina giuridica italiana ed internazionale il metodo dell'analisi economica nello studio del diritto privato. 

Nel 1960 Trimarchi consegue l'abilitazione alla libera docenza e viene chiamato dalla Facoltà di giurisprudenza di Urbino, dove insegna Istituzioni di diritto privato e poi diritto civile negli anni accademici 1960/61, 1961/62 e 1963/63. Nel luglio 1963 vince il concorso a cattedra presso l'Università di Ferrara, per essere chiamato nel dicembre di quell'anno dalla Facoltà di economia dell'Università di Genova e poi dalla Facoltà di giurisprudenza della medesima università, tenendo la cattedra di diritto privato. Dal primo novembre 1968 è titolare della cattedra di diritto privato dell'Università Statale di Milano, ove ha insegnato fino al 2006, venendo nominato, a seguito dell'uscita dal ruolo, professore emerito di diritto civile. 

È autore di sei libri e di numerosi saggi sui temi della responsabilità civile, del contratto e delle obbligazioni, nonché di un manuale di Istituzioni di diritto privato, pubblicato nel 1973 e giunto nel 2023 alla 24ª edizione. È stato nominato nel 1988 Presidente della Commissione ministeriale per la redazione del decreto legislativo per la trasposizione italiana della Direttiva 85/374/CEE sulla responsabilità da prodotto difettoso. Nel 2002 è stato nominato membro della Commissione ministeriale per la redazione del decreto legislativo sulla riforma del diritto societario. Nel 2004 e 2005 è stato membro della Commissione ministeriale per la redazione del decreto legislativo sulla riforma dell'arbitrato. È membro onorario della European Association of Law & Economics (EALE).

L'11 marzo 1969 Trimarchi fu sequestrato in aula durante una sessione di esami della Facoltà di giurisprudenza dell'Università Statale di Milano per non aver ceduto alla pretesa di un gruppo studentesco di ammettere la ripetizione nella medesima sessione delle prove di esame fallite.
Il 26 luglio 1969 fu depositata la sentenza del Tribunale di Milano che riconobbe responsabili del reato di sequestro di persona 11 studenti che avevano preso parte attiva ai fatti del marzo precedente.